# Wappen von Siemianowice Śląskie
Das Wappen der Stadt Siemianowice Śląskie (Siemianowitz/Laurahütte) geht bis ins 18. Jahrhundert zurück. In seiner heutigen Form wurde das Wappen 1932 gestaltet und am 26. Juni 1936 angenommen.

## Beschreibung und Bedeutung
Auf der linken Seite (heraldisch rechts) befindet sich ein Mann (ein Bauer) mit einem weißen traditionellen Mantel und einem roten Hut in der rechten Hand. Auf der rechten Seite (heraldisch links) befindet sich eine Blume (eine Rose) mit drei roten Blüten. Unterhalb des Mannes und der Blume schwimmt in einem Fluss ein goldener nach rechts gewendeter Karpfen.
Das Wappen symbolisiert den landwirtschaftlichen Charakter den der Ort vor der Industrialisierung im 19. Jahrhundert hatte. Das Siegel, das vor 1789 entstanden ist, zeigt einen Bauern in Landestracht mit langem Rock und einem spitzen Hut in der Hand, während ein späteres Siegel einen Bergmann zeigt, der auf dem Fisch steht. Ferner fehlen der Fluss und die Rose. Jedoch sind zwei Stümpfe mit unbekannter Bedeutung eingezeichnet. Das Wappen von 1936 orientiert sich hingegen an dem landwirtschaftlich geprägten Siegel vom 18. Jahrhundert.

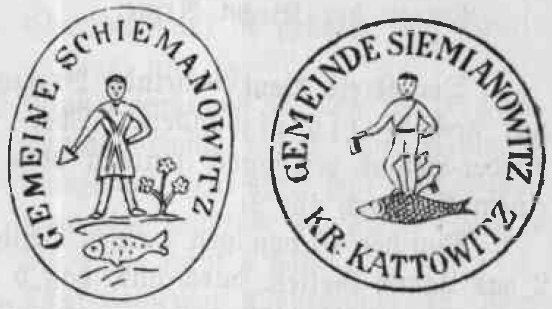
Alte Gemeindesiegel von Siemianowitz (Das Linke vor 1789)
Heutige Stadtflagge
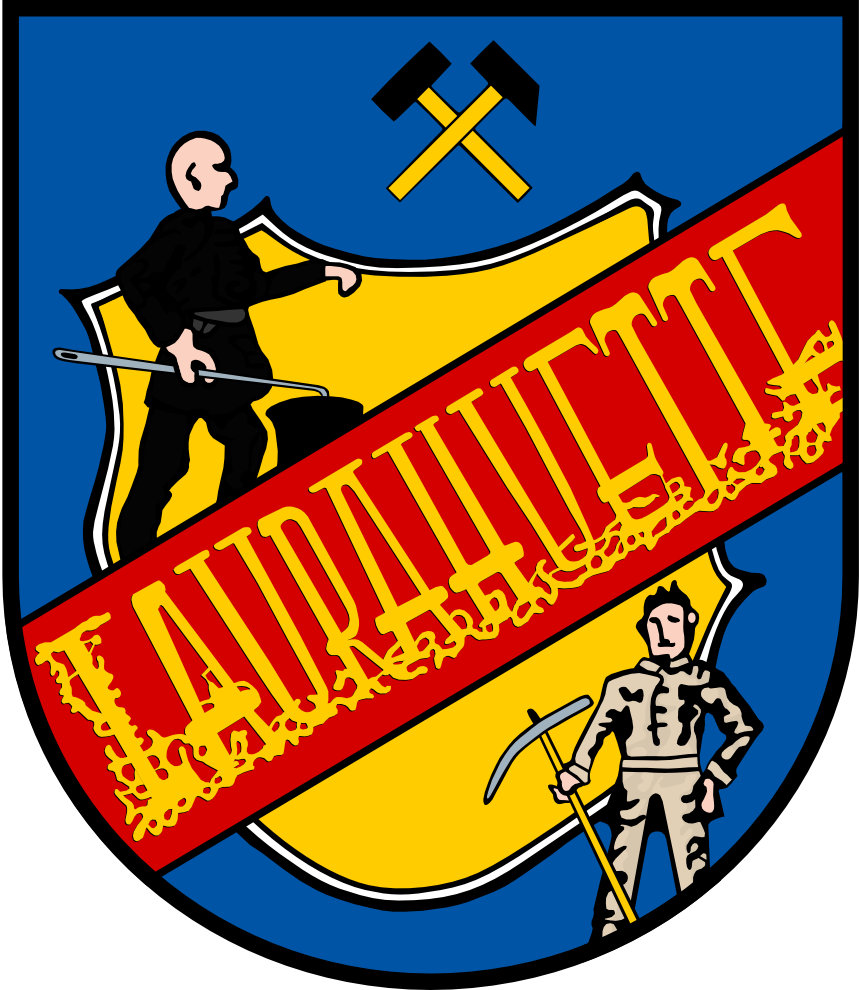
Wappen von Laurahütte (1891–1922)
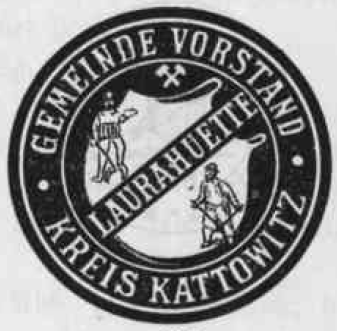
Altes Siegel von Laurahütte

Das Wappen von Laurahütte zeigte ein Wappenschild mit einem Schrägbalken, in dem sich der Name Laurahütte in Großbuchstaben befindet. Über und unter dem Schrägbalken befindet sich je ein Hüttenmann mit Schürstange. Über dem Wappenschild befinden sich gekreuzt ein Schlegel und ein Eisen als Symbol für den Bergbau und das Hüttenwesen.

## Stadtteilwappen
- Das Wappen von Bańgów (Baingow) zeigt einen goldenen sechseckigen Stern (Hexagramm) auf blauem Grund.
- Das Wappen von Michałkowice (Michalkowitz) zeigt dem Ortsnamen entsprechend den Erzengel Michael. Der Erzengel wird im Kampf mit einem Drachen dargestellt.[2]

Bańgów
Bytków
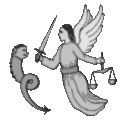
Michałkowice
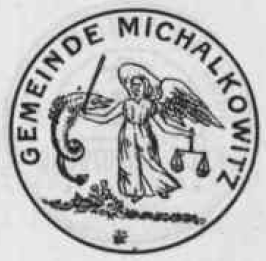
Altes Siegel von Michalkowitz